# 原鵝龍

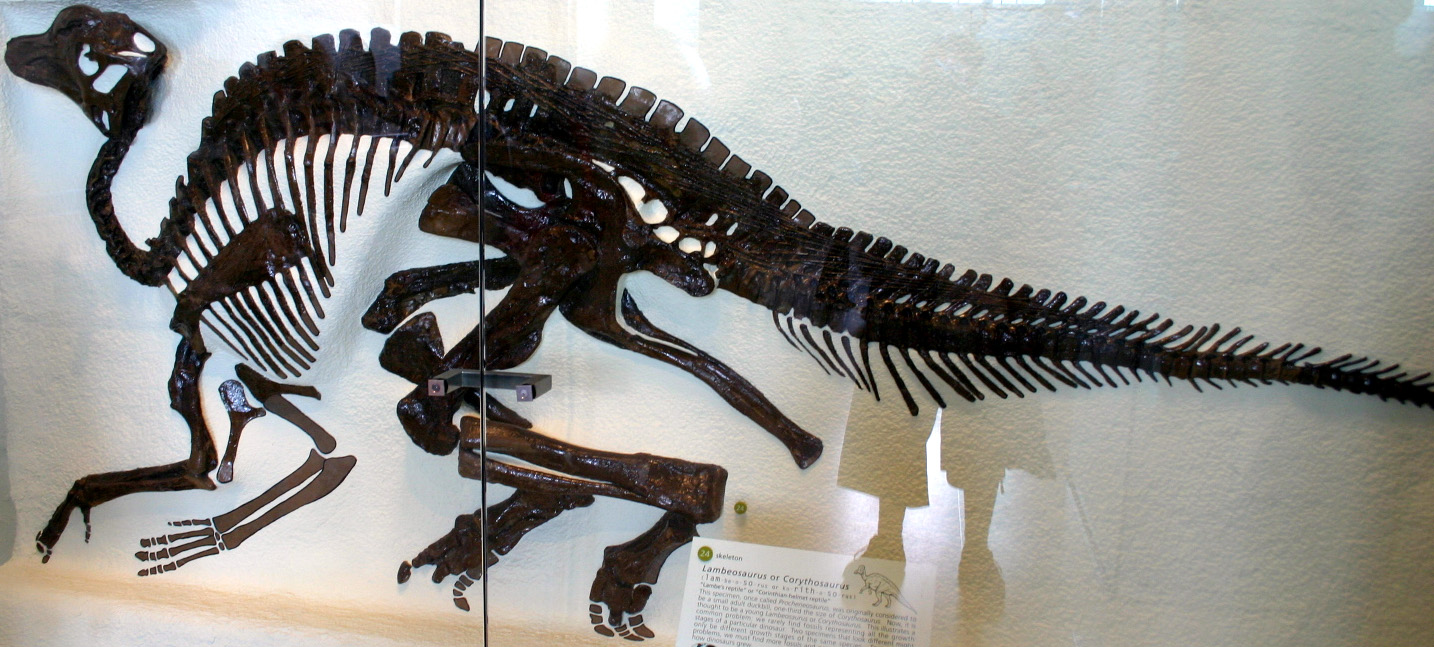
原鵝龍化石，可能屬於賴氏龍或冠龍。位於美國自然歷史博物館

原鵝龍（學名："Procheneosaurus"）意為「在鵝龍之前」，過去因為其小型頭骨與眼睛前方的低矮顱頂，而被分類於鴨嘴龍科。原鵝龍目前被視為是無效的恐龍，而其化石被認為屬於不同賴氏龍亞科的幼年個體。
在彼得·達德森（Peter Dodson）在1975年研究中，首次將原鵝龍的原有化石歸類於冠龍與賴氏龍；後來的研究，另增加了亞冠龍。原鵝龍過去有5個種，包含：P. praeceps、寬齒原鵝籠（P. altidens）、短顱原鵝龍（P. cranibrevis）、豎額原鵝龍（P. erectofrons）、以及P. convincens。前四者發現於北美洲，第五種發現於亞洲。
在1920年，加拿大古生物學家威廉·狄勒·馬修（William Diller Matthew）將一個位在美國自然歷史博物館的頭骨與骨骸的照片，命名為原鵝龍（Procheneosaurus），該化石出土於加拿大亞伯達省的恐龍公園組，年代為上白堊紀的晚坎潘階。原鵝龍的命名普遍不認為具有效性，而該標本後來被建立為Tetragonosaurus。但是，理查·史旺·納爾（Richard Swann Lull）反對Tetragonosaurus的用法，繼續使用原鵝龍。
模式種P. praeceps是由威廉·帕克斯（William Parks）在1931年命名，根據一個發現於恐龍公園組的頭骨命名。在當時，帕克斯原本將該種建立於Tetragonosaurus之內，並包含了馬修命名原鵝龍的最初標本。P. praeceps的頭骨現屬於賴氏賴氏龍（Lambeosaurus lambei）。儘管原鵝龍的命名早於賴氏龍，賴氏龍仍是有效名稱。
寬齒原鵝龍也發現於恐龍公園組，原本為寬齒糙齒龍（Trachodon altidens），是在1942年由理查·史旺·納爾與尼爾達·萊特（Nelda Wright）改歸類於原鵝龍。寬齒原鵝龍的化石只有一個上頜骨，可能也屬於賴氏龍，但難以確定。
短顱原鵝龍也是發現於恐龍公園組，是在1935年由查爾斯·斯騰伯格（Charles Mortram Sternberg）命名，當時為Tetragonosaurus的一種。化石大於其他種。彼得·達德森認為該種是冠龍的幼年個體。新的研究顯示，根據模式標本的頭骨關節，該化石是個賴氏龍的幼年個體，而其他化石則屬於冠龍。
豎額原鵝龍是由帕克斯命名，當時為Tetragonosaurus的一種，化石是一個發現於恐龍公園組的頭骨。彼得·達德森認為該種是冠龍某一種（C. casuarius）的幼年體。另外一個骨骼，發現於美國蒙大拿州雙賣迪遜組，年代為上白堊紀的晚坎潘階，似乎是斯氏亞冠龍（Hypacrosaurus stebingeri）的幼年個體。
P. convincens的化石是一個幾乎完整骨骼，只缺少口鼻部與尾巴末端，發現於哈薩克斯坦，年代為白堊紀晚期。該種是由蘇聯古生物學家羅特傑斯特文斯基（Anatoly Konstantinovich Rozhdestvensky）在1968年命名。P. convincens可能是鹹海牙克煞龍（J. aralensis）的異名，也可能足以成立個別的屬。

## 外部連結
- Procheneosaurus in The Dinosaur Encyclopaedia（页面存档备份，存于） at Dino Russ's Lair